# أنقولية صحراوية
أنقولية صحراوية (الاسم العلمي:Aquilegia desertorum) هي نوع من النباتات تتبع جنس الأنقولية من الفصيلة الحوذانية.